# Papaipema errans
Papaipema errans là một loài bướm đêm trong họ Noctuidae.